# Bruno Fuchs
Bruno de Lara Fuchs (Ponta Grossa, 1 de abril de 1999) es un futbolista brasileño que juega como defensa en la S. E. Palmeiras del Campeonato Brasileño de Serie A.

## Trayectoria
Formado en la cantera del S. C. Internacional, debutó con el primer equipo el 28 de julio de 2019 en una victoria por 1-0 frente al Ceará S. C. en liga.
El 25 de agosto de 2020 firmó un contrato por cinco años con el PFC CSKA Moscú. Debutó como titular el 21 de noviembre de 2021 contra el FC Khimki, pero fue expulsado en el minuto 15.
Después de dos años en el fútbol ruso, en diciembre de 2022 se hizo oficial su vuelta a Brasil para jugar cedido durante todo 2023 en C. A. Atlético Mineiro. La cesión se extendió para 2024, en un acuerdo que incluía una opción de compra obligatoria en función de objetivos. Estos se cumplieron, por lo que a final de año fue adquirido en propiedad. Esa campaña disputó 41 encuentros y en febrero de 2025 fue prestado a S. E. Palmeiras.

## Selección nacional
Representó a las categorías inferiores de Brasil en el Torneo Esperanzas de Toulon en 2017 y 2019, ganando este último.
El 2 de julio de 2021 fue convocado por Brasil para los Juegos Olímpicos de Tokio 2020.

## Clubes
| Club                      | País   | Año       |
| ------------------------- | ------ | --------- |
| S. C. Internacional       | Brasil | 2019-2020 |
| PFC CSKA Moscú            | Rusia  | 2020-2024 |
| Atlético Mineiro (cedido) | Brasil | 2023-2024 |
| Atlético Mineiro          | Brasil | 2025-     |
| S. E. Palmeiras (cedido)  | Brasil | 2025-     |

## Palmarés

### Títulos internacionales
| Título                    | Selección       | Sede  | Año  |
| ------------------------- | --------------- | ----- | ---- |
| Torneo Olímpico de Fútbol | Brasil olímpica | Tokio | 2020 |

### Títulos regionales
| Título             | Club             | Estado       | Año  |
| ------------------ | ---------------- | ------------ | ---- |
| Campeonato Mineiro | Atlético Mineiro | Minas Gerais | 2023 |
| Campeonato Mineiro | Atlético Mineiro | Minas Gerais | 2024 |